# Ricardo Salazar
Ricardo Salazar – kolumbijski zapaśnik walczący w stylu wolnym. Zajął szóste miejsce na igrzyskach panamerykańskich w 1971. Brązowy medalista igrzysk Ameryki Środkowej i Karaibów w 1974 i srebrny igrzysk boliwaryjskich w 1970 roku.